# فيكرز متوسطة مارك 2
فيكرز متوسطة مارك 2 كانت دبابة متوسطة بريطانية تم بناؤها بواسطة شركة فيكرز خلال فترة ما بين الحربين العالميتين الأولى والثانية.
تم تطوير متوسطة مارك 2، المشتقة من دبابة فيكرز متوسطة مارك 1، لتحل محل آخر دبابة وهي متوسطة مارك سي التي لا تزال قيد الاستخدام. استمر الإنتاج وإعادة البناء من عام 1925 حتى عام 1934. تم إخراج الدبابة من الخدمة تدريجيًا من عام 1939، حتى تم استبدالها بدبابة كروزر مارك 1.

## التصميم
استخدمت مارك 2 نفس الهيكل ونظام التعليق وناقل الحركة مثل مارك 1 المتوسطة ولكنها كانت ذات بنية علوية جديدة. تم تجهيز مارك 2 بمدفع عيار 47 ملم عيار 3 رطل وأربعة رشاشات في البرج. كان الجزء الخلفي من البرج مائلًا بحيث يمكن استخدام المدفع الرشاش هناك ضد الطائرات. كان هناك مدفعان رشاشان من نوع فيكرز في كل جانب من الهيكل إلى الخلف.

## تاريخ الاستخدام

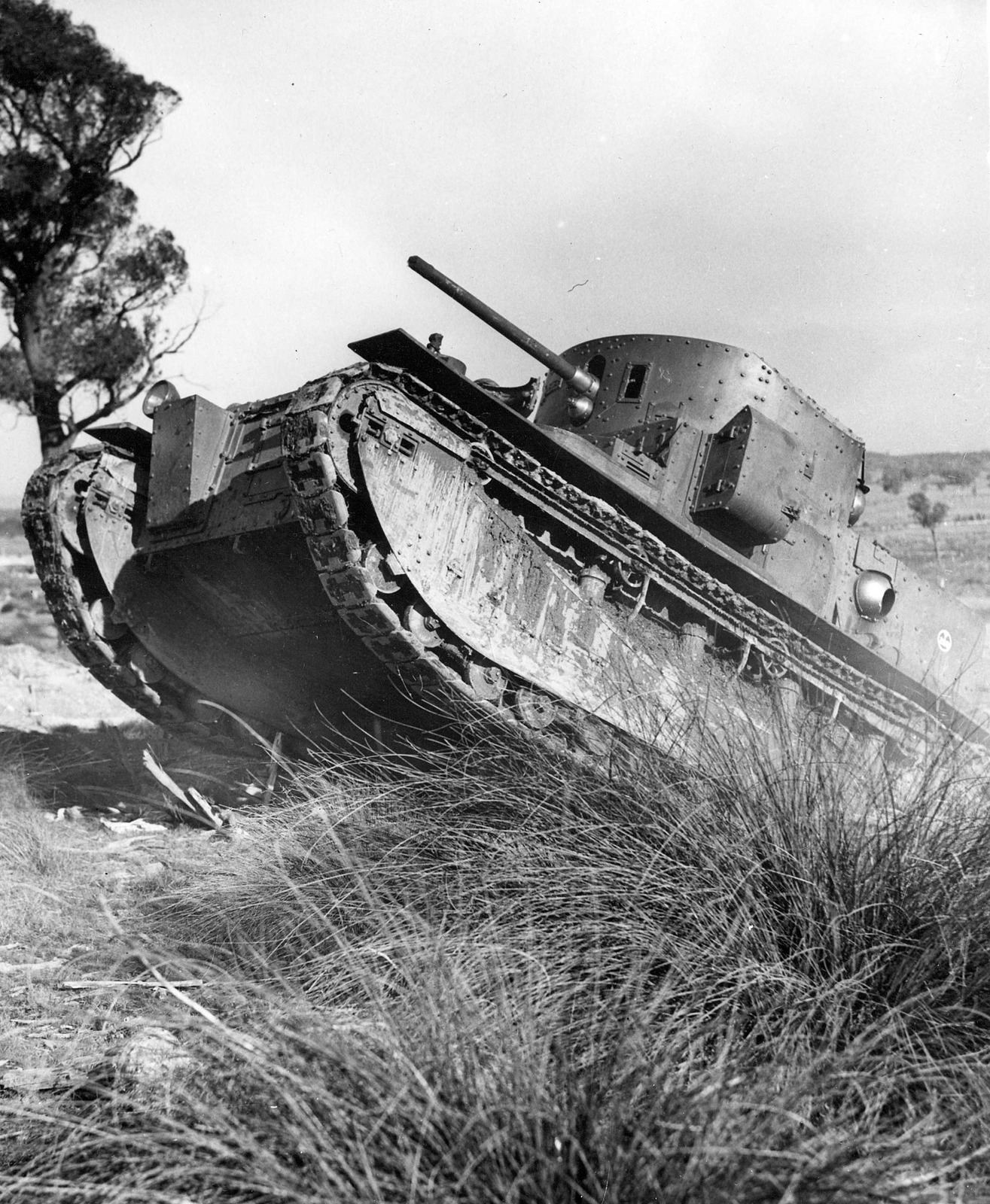
نسخة أسترالية من دبابة مارك 2

حلت دبابات فيكرز المتوسطة مارك الثانية وسابقتها دبابات فيكرز المتوسطة مارك الأولى محل بعض الدبابات الثقيلة مارك الخامس . وقد جهزت كلتا الدبابتين أفواج الدبابات الملكية حتى تم التخلص منهما تدريجيًا بدءًا من عام 1938. وشهدت الدبابات أول استخدام قتالي لها عندما تم استخدام اثنتين منها ضد المهمند على الحدود الشمالية الغربية للهند البريطانية خلال حملة المهمند عام 1935. وخلال الحرب اليمنية السعودية عام 1934 قام الجيش السعودي بتجهيز نفسه ببعض دبابات مارك 2. في نوفمبر 1939، تم إرسال بعض دبابات مارك الثانية المتوسطة إلى مصر لإجراء التجارب التي أجراها اللواء السير بيرسي هوبارت وفرقته المتنقلة (مصر) ، ولكن تم التخلص أيضًا من دبابات فيكرز المتوسطة في مصر قبل أن تعلن إيطاليا الحرب في يونيو 1940. تم استخدام الدبابات المتوسطة للتدريب الأولي على القيادة.
خلال التهديد بالغزو الألماني في صيف عام 1940، أعيد تنشيط بعض هذه المركبات القديمة لفترة قصيرة. لم تواجه أي مركبات فيكرز متوسطة "متحركة" الغزو الإيطالي لمصر في سبتمبر 1940، ولكن تم تثبيت واحدة على الأقل كمخابئ مدرعة في الدفاعات في مرسى مطروح وقت الغزو.

## المركبات الباقية

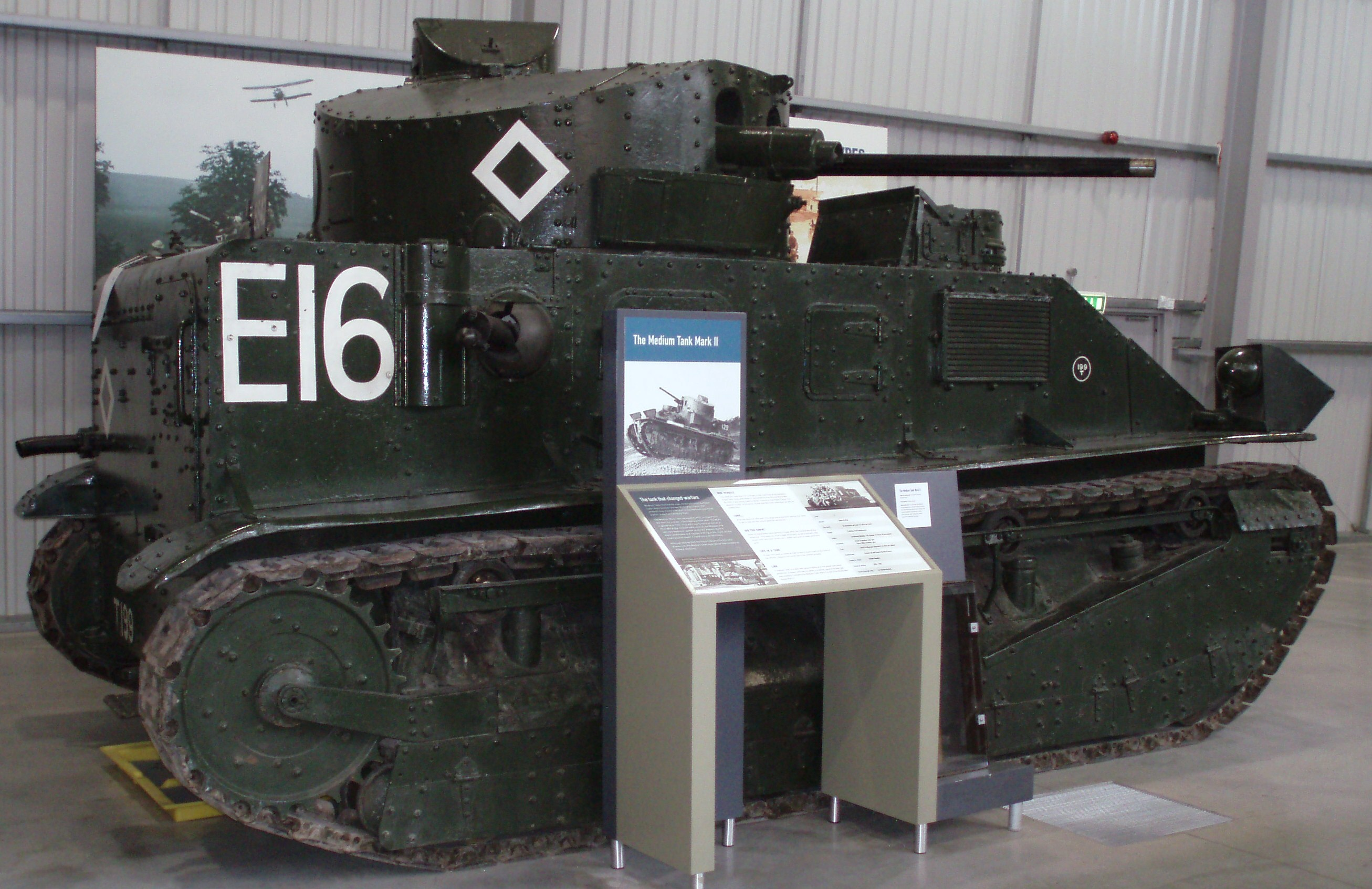
دبابة فيكرز في متحف دبابات بوفينغتون

لقد نجت ثلاث دبابات فيكرز متوسطة مارك الثانية في جميع أنحاء العالم.
- تم حفظ منها في متحف الدبابات في دورست، إنجلترا.[4]
- نجت إحدى المركبات من التلف في منشأة تخزين التاريخ العسكري التابعة لمركز الجيش الأمريكي، في أنيستون، ألاباما (الولايات المتحدة الأمريكية).[5]
- نجت إحدى المركبات من التلف في متحف الدبابات التابع لفيلق المدرعات الملكي الأسترالي، بوكابونيال، فيكتوريا، أستراليا. [5]